# Jarkovský potok
Jarkovský potok je potok pramenící z mokřadu Palesek v katastru obce Stará Bělá (Ostrava) severně od Krmelína v Moravskoslezském kraji. Potok pak teče víceméně západním směrem pod Můstkem přátelství Václav, údolím pod kopcem Klínec mezi Proskovicemi a Starou Vsí nad Ondřejnicí a vtéká do Chráněné krajinné oblasti Poodří. Na hranici katastru Proskovic vede severním směrem z Jarkovského potoka odbočka (umělý kanál) „Mlýnský náhon“ pro potřeby bývalého Proskovického mlýna. Jarkovský potok se pak vlévá jako pravostranný přítok do říčky Ondřejnice (přítok řeky Odry (úmoří Baltského moře). Potok protéká po celé délce lesy a loukami v neobydlené oblasti s cennými stromy (např. topol černý).

## Další informace

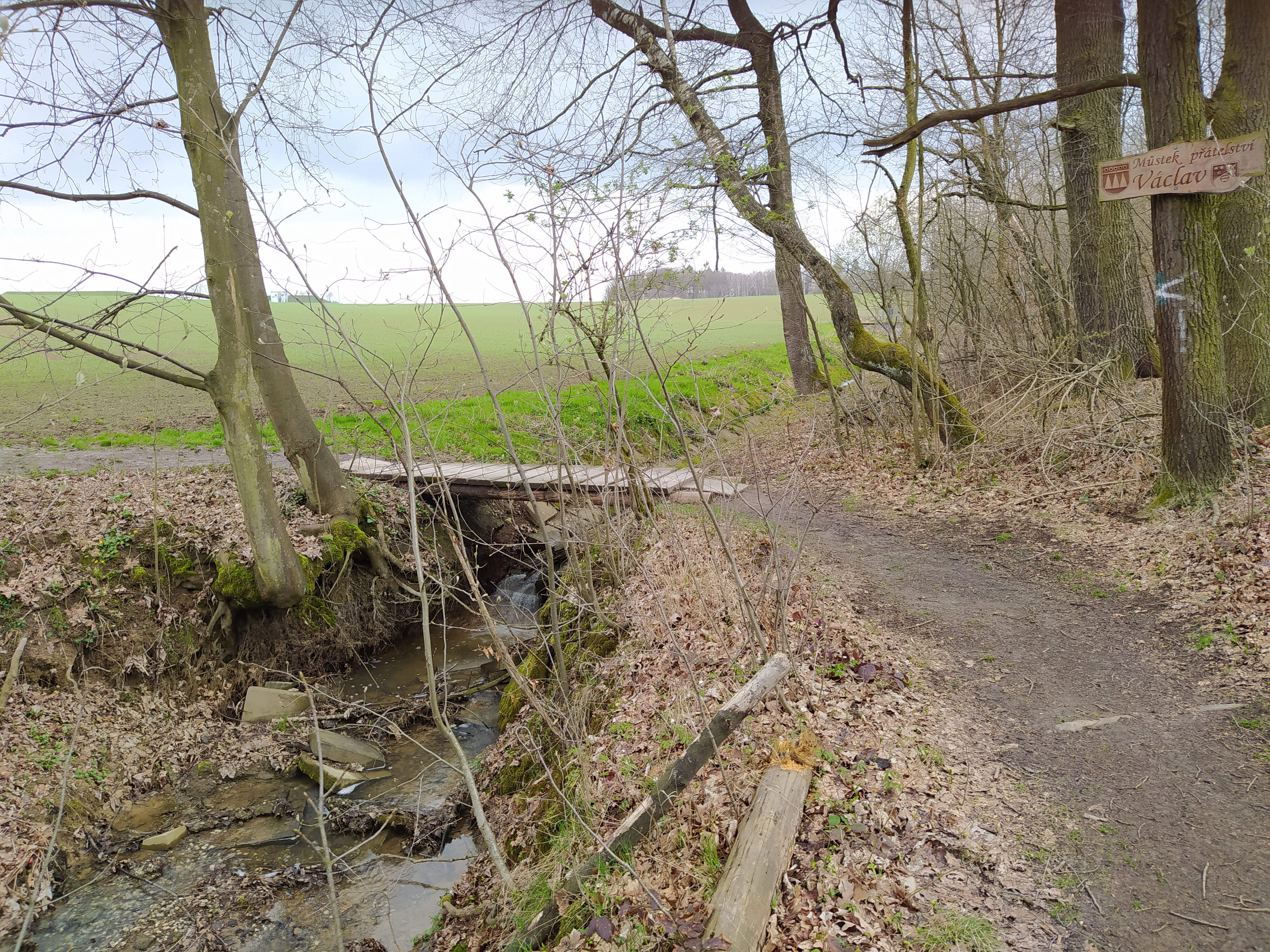
Můstek přátelství Václav na Jarkovském potoku

U soutoku Jarkovského potoka s Ondřejnicí se nachází slepé rameno Ondřejnice.
Přes Jarkovský potok vedou turistické stezky.
Jarkovský potok je také zmiňován v povodňovém plánu obce Stará Ves nad Ondřejnicí.